# Ibos
Ibos – miejscowość i gmina we Francji, w regionie Oksytania, w departamencie Pireneje Wysokie.
Według danych na rok 1990 gminę zamieszkiwało 2309 osób, a gęstość zaludnienia wynosiła 70 osób/km² (wśród 3020 gmin regionu Midi-Pyrénées Ibos plasuje się na 148. miejscu pod względem liczby ludności, natomiast pod względem powierzchni na miejscu 249.).